# Perthes, Seine-et-Marne
Perthes är en kommun i departementet Seine-et-Marne i regionen Île-de-France i norra Frankrike. Kommunen ligger i kantonen Perthes som tillhör arrondissementet Melun. År 2022 hade Perthes 2 074 invånare.

## Befolkningsutveckling
Antalet invånare i kommunen Perthes
| Referens: INSEE |